# Probabilitate
Probabilitatea este un concept (care a devenit baza statisticii inferențiale), la care au recurs numeroase științe, atât cele naturale cât și cele sociale.
Probabilitatea este o măsură pentru răspunsul la întrebarea "se va produce oare un anumit eveniment?", unde răspunsul clasic "Nu" sau "Da" este înlocuit cu intervalul numeric de la 0 până la 1, 0 însemnând certitudinea teoretică de neproducere a evenimentului (echivalent răspunsului ferm "Nu"), iar 1 reprezintă certitudinea teoretică de producere a evenimentului (echivalent răspunsului ferm "Da"). Ambele valori extreme, atât 0 cât și 1, sunt pur teoretice, deoarece chiar și cele mai certe cazuri lasă loc pentru incertitudine. Acest fapt este urmărit și în aplicarea teoriei probabilității, de exemplu în clasificatorul bayesian naiv, unde probabilitatea 0 este corectată, apoi întreaga serie normalizată. Deseori probabilitatea e exprimată în procente, pentru a exprima mai ușor probabilitatea simplă. În acest caz probabilitatea 0.67 este echivalentă cu 67%, sau "2 din 3".

## Apariția teoriei probabilității
O teorie formală a probabilității a fost creată abia în anii '30 ai secolului XX de către Andrei Nikolaevici Kolmogorov, care, în anul 1933, a dezvoltat teoria axiomatică a probabilității în lucrarea sa Grundbegriffe der Wahrscheinlichkeitsrechnung (în germană; "Conceptele de bază ale Calculului Probabilității"), inspirându-se din "teoria măsurii" și a riglei de măsurat, care erau dezbătute în anii '30 în cadrul unor discipline psihologice.

## Cele trei definiții
Definiția clasică: Probabilitatea realizării unui eveniment este raportul dintre numărul de cazuri favorabile și numărul de cazuri posibile.
Definiția frecvențială: Probabilitatea realizării unui eveniment este limita frecvenței (relative) a succeselor, adică a soluțiilor care verifică evenimentul, când numărul probelor tinde spre infinit.
Definiția sugestivă: Probabilitatea realizării unui eveniment este prețul pe care o persoană îl crede corect în scopul de a obține 1 dacă evenimentul e verificat (și 0 altfel). Această definiție este utilizată mai ales în contextul bayezian.
De remarcat că toate aceste definiții pleacă de la cerința ca evenimentele sau cazurile despre care se discută să se repete, în general de multe ori și în condiții foarte asemănătoare.

## Axiomele luiKolmogorov
Sistemul de axiome este:
1. Evenimentele constituie o submulțime a unui spațiu S și formează o clasă aditivă A.
2. Fiecărui eveniment a din clasa A îi corespunde un număr real ne-negativ P(a), niciodată mai mare ca 1, numit „probabilitatea lui a”.
3. Probabilitatea unui „eveniment sigur s” este egală cu 1: P(s)=1.
4. Dacă intersecția dintre A și B este mulțimea vidă, atunci P(a U b) = P(a) + P(b).
5. Dacă A(n) e o succesiune descrescândă de evenimente, n tinzând spre infinit, intersecția evenimentelor din A(n) tinde spre 0, deci lim P(A(n))=0.

Din aceste axiome derivă câteva teoreme fundamentale, dintre care teorema probabilității totale, teorema probabilității compuse, teorema probabilității absolute și teorema lui Bayes, dar nu concepte ca probabilitatea condiționată și independența stocastică.